# ホンダ・シビックタイプR
シビック タイプR（CIVIC TYPE R）は、本田技研工業が生産・販売するスポーツカーである。NSXタイプR、インテグラタイプRに続く「タイプR」シリーズの第3弾として登場した。6代目以降のシビックをベースに、エンジンやサスペンションをチューニングした車種である。
世代によってボディタイプが異なり、これまでに2ボックスの3ドア/5ドアハッチバック型、3ボックス（ノッチバック）の4ドアセダン型が発売されている。

## 初代 EK9型（1997 - 2001年）
1997年8月22日、6代目シビックのマイナーチェンジ時に「タイプR」が追加された。
最高出力185PS/8,200rpmを発生するB16B型エンジンを搭載し、5速MTが組み合わせられる。他の「タイプR」と同様に軽量化が重視され、エアロパーツ、レカロ製バケットシート、モモ製ステアリング（SRSエアバッグ付き）、チタン製のシフトノブ、専用車体色のチャンピオンシップホワイト等が装備された。生産工場は鈴鹿製作所。フィーリングチェックなどは土屋圭市が担当した。
1998年9月3日、他のシビックシリーズとともにマイナーチェンジを実施し（9月4日発売）。エクステリア（ヘッドライト、フロントバンパー、フロントフェンダー、テールランプなど）やオーディオ周りのデザイン（1DINサイズから2DINサイズへの拡大）変更のほか、エアコンパネルも一新された。
1999年12月16日、「タイプR・X」を追加設定。CDプレーヤー付AM/FM電子チューナー＋4スピーカー（フロント：2、リア：2）、ボディ同色電動格納式ドアミラー、パワーウィンドウ、マニュアルエアコンディショナー、キーレスエントリーシステム、アルミパッドスポーツペダル、専用色カーボン調パネルを追加し、装備の充実が図られている。
2000年にシビックは7代目に移行するが、本モデルは継続生産される。
2001年11月に生産を終了し、同年12月には2代目と入れ替わる形で販売終了。

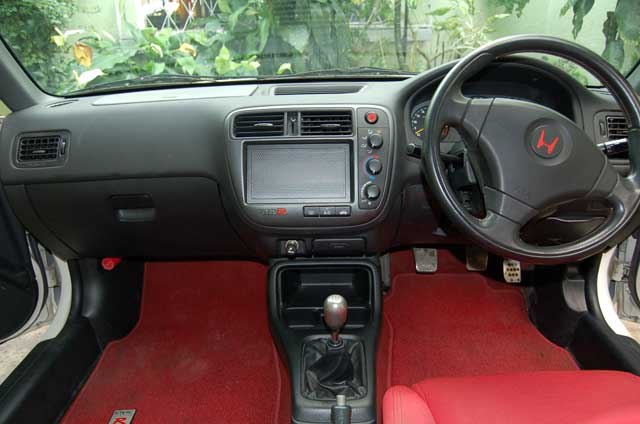
後期型 内装
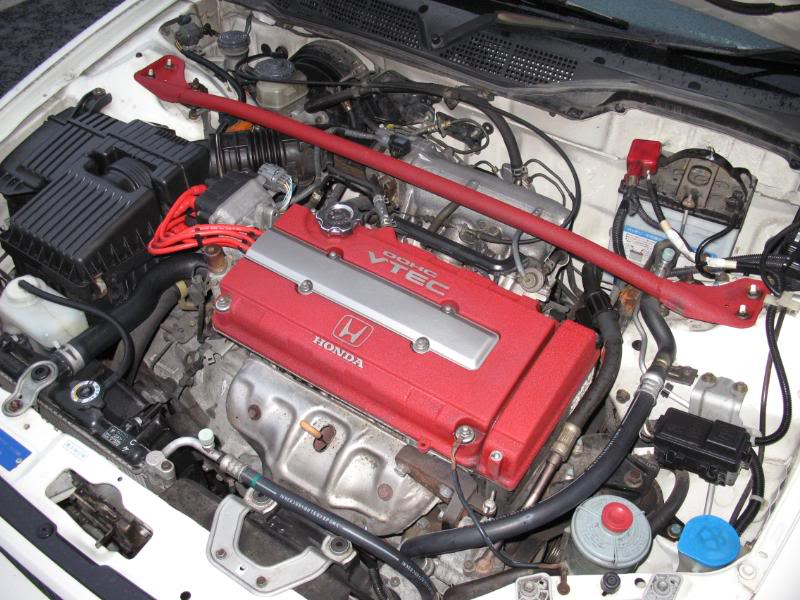
B16B型エンジン

## 2代目 EP3型（2001 - 2005年）
7代目シビックのフルモデルチェンジから1年後の2001年（平成13年）9月4日、同年11月からの発売予定を発表。同年12月6日、日本での販売が開始された 。計画販売台数は300台/月。
開発コンセプトは"Dangan（弾丸）Hot Hatch"。｢ニュー・ブリットフォルム｣､「エキサイティング・パフォーマンス」､「セイフティー＆エコロジー」をテーマに開発された。イギリスの現地法人「ホンダ・オブ・ザ・ユー・ケー・マニュファクチュアリング（HUM）」のスウィンドン工場で生産される3ドアハッチバックをベースとしているため、そこから日本に輸出されるため輸入車扱いとなっていた。
搭載されるエンジンは、K20A型をベースとしてシビックタイプR向けに開発した「R-spec」で、スペックは最高出力215 PS/8,000 rpm、最大トルク20.6 kgf・m/7,000 rpm。6速MTのシフトレバーはこれまでのフロア配置ではなく、標準車と共通のインパネ配置となっている。
販売ディーラーは通常のシビックと同様のプリモ店で、日本仕様では標準仕様と「Cパッケージ」の2グレードが用意された。「Cパッケージ」は標準仕様に加えてオートエアコンやパワーウインドウなどの快適装備が装着され、先代EK9型における「タイプR・X」と同様の位置付けとなる。このほか、モータースポーツ用ベース車としてエアコンレス仕様も設定される。
2004年（平成16年）1月22日にマイナーチェンジを実施し、平成17年排出ガス規制への適合や、一部装備とカラーリング設定の変更が行われた。
この時期の日本では3ドアハッチバック車の人気は低く、2代目シビックから続いたワンメイクレースも車種がインテグラに変更されたこともあり、あまり注目されなかった。そのため販売台数も4,735台に留まり、特にマイナーチェンジ後の後期型に至っては1,000台弱と、後に限定販売されたFN2型よりも少ない台数である。
2005年（平成17年）9月22日に行われた8代目シビックへのフルモデルチェンジを前にして、同年8月に販売を終了した。

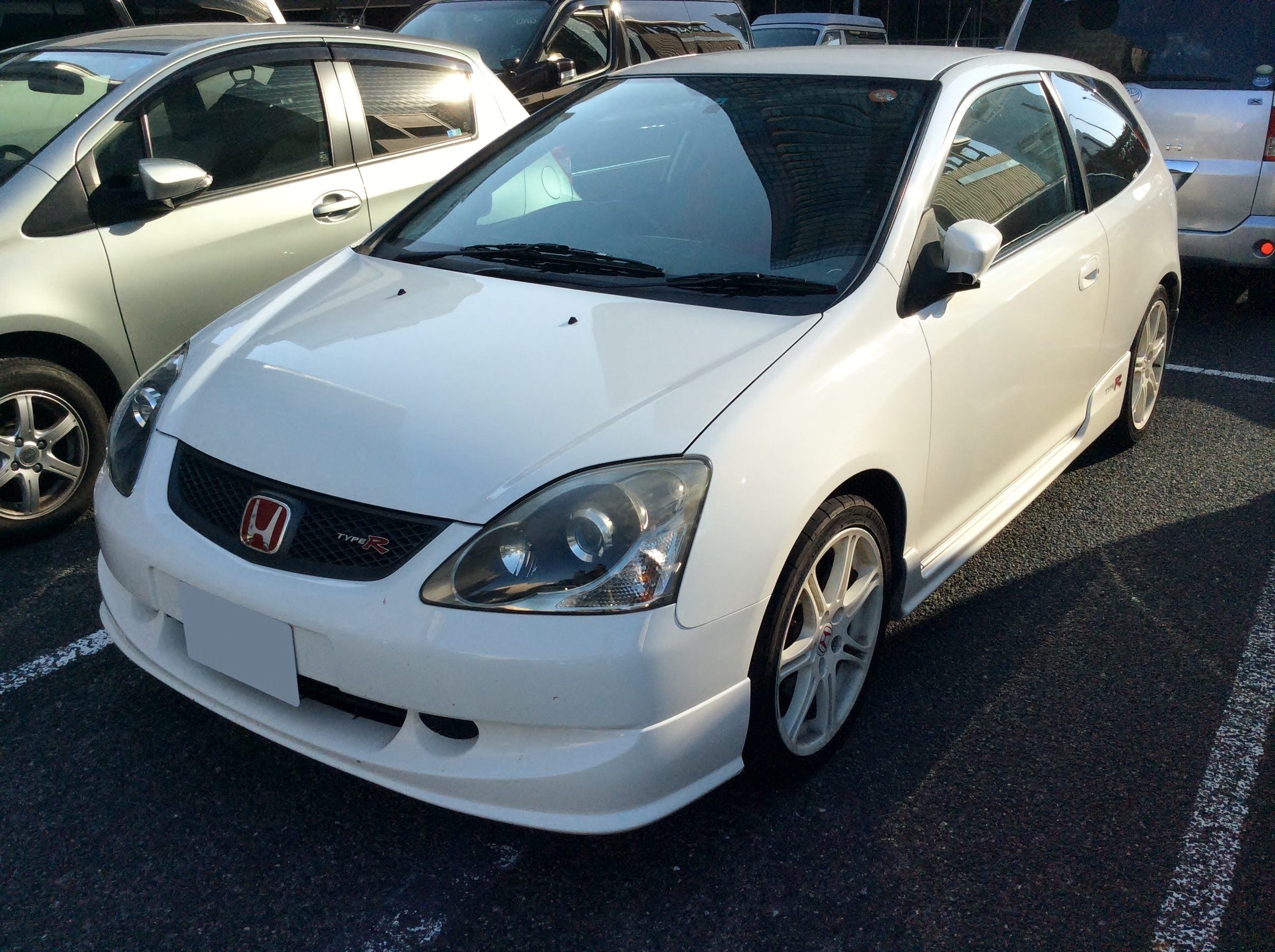
後期型フロント
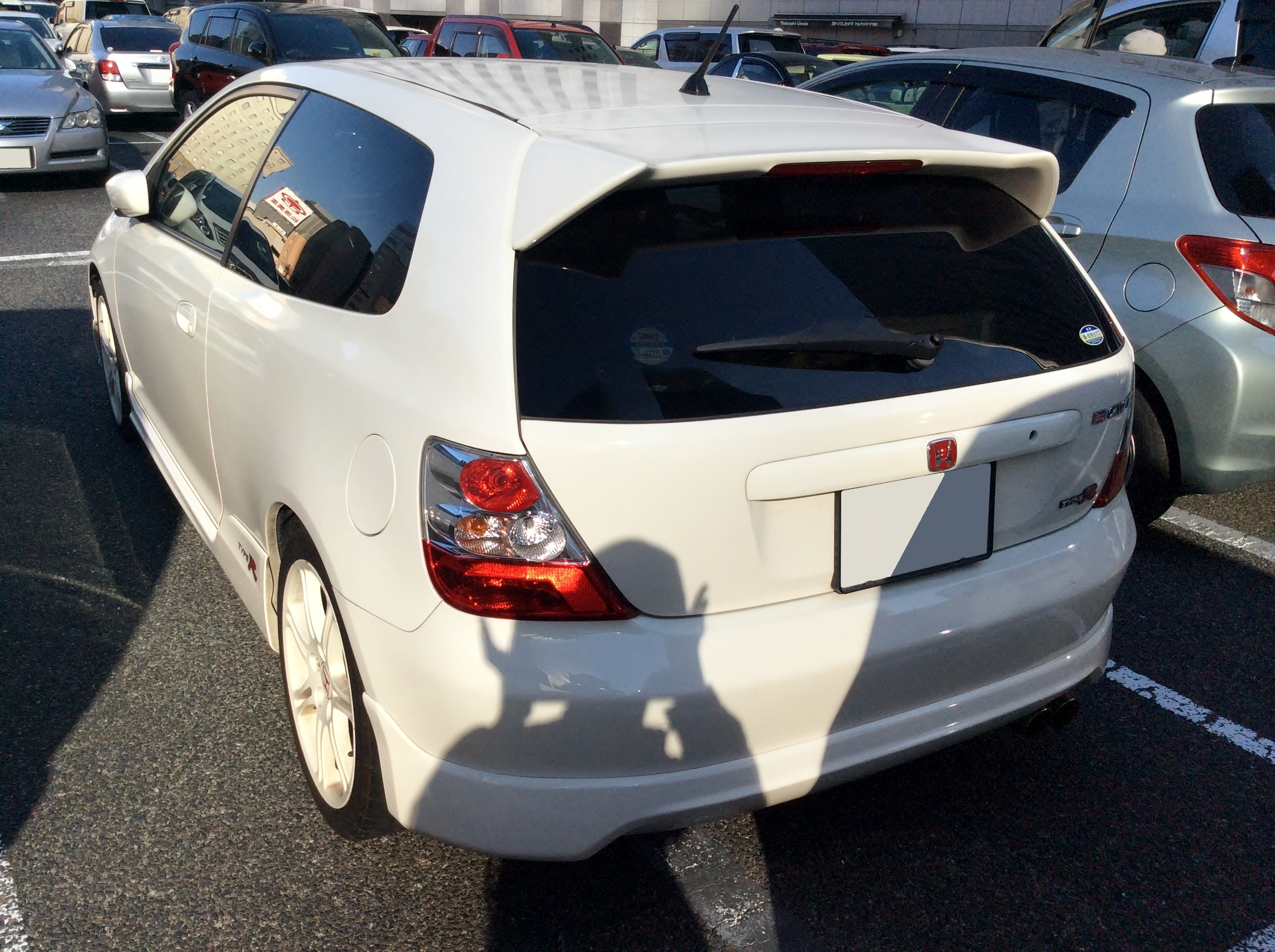
後期型リア
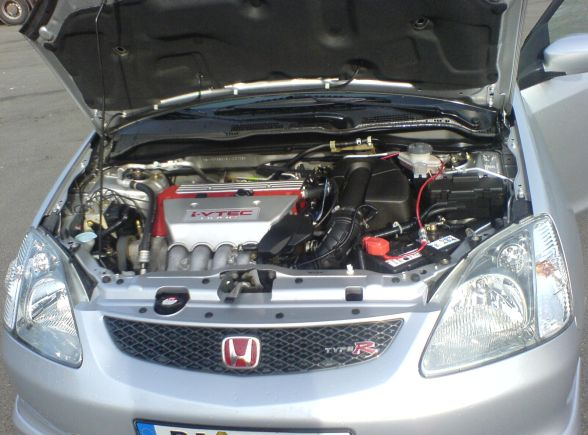
エンジンルーム

## 3代目（日本仕様） FD2型（2007 - 2010年）
2006年（平成18年）10月に公式サイトが立ち上げられ、同年のF1日本GPが開催された鈴鹿サーキットにプロトタイプが展示されるなど、発売前からプロモーション活動が展開された。2007年（平成19年）3月29日に発売され、シビックタイプRとしては2年ぶりの登場となったほか、インテグラ4ドアタイプRの生産終了以来、6年ぶりの4ドアタイプRとなった。先代まではベースモデルに合わせて全幅1,695 mmの小型自動車（5ナンバー）であったが、この代から全幅が1,700 mmを超えるため普通自動車（3ナンバー）となる。
先代と同じくK20A型エンジンを搭載するが、シリンダーブロックは剛性面でより有利なCL7型アコードユーロRと共通化された。その上でバランサーシャフトを撤去したほか、パワーステアリングを電動式から油圧式に変更し、空いたスペースをエキゾーストマニホールドに回すことで圧縮比を11.5まで向上。最高出力はインテグラタイプR（DC5）やアコードユーロR（CL7）の220 PSに対し、225 PS/8,000 rpmと5 PS向上した。ボディ剛性はインテグラタイプRに対し約50 %向上。タイヤには専用コンパウンドで18インチのPOTENZA RE-070を採用し、サスペンションはタイヤが確実に地面を捉えられるよう非常に固いセッティングとされた。さらにトルク感応式LSDやブレンボ製ブレーキキャリパー、ブレーキ冷却ダクトなど、スポーツ走行を意識した装備が組み込まれている。
内装ではそれまで採用されていたレカロシートではなく、新たに欧州向けタイプRのシートを基にしたホンダオリジナルのRspecシートが採用された。これにはレカロシートのライセンス料が高額で、その分の費用を他に回したいという事情もあったという。エンジンスタートスイッチは、タイプRでは初のプッシュスタートシステムを採用している。
ボディを4ドアセダンとしたことにより、今までの3ドアハッチバックよりも実用性が向上している。これによって世帯持ちユーザーの獲得に成功し、発売後1か月での受注台数が約2,100台となるなど、順調な滑り出しを見せた。
2007年（平成19年）9月13日、シビック ワンメイクレースベース車（競技専用特別仕様）を発売。「ホンダエキサイティングカップワンメイクレース2008」のベース車となる。
2008年（平成20年）の東京オートサロンでは、ホンダがモデューロパーツを取り付けた「スポーツモデューロ タイプR」や、M-TECが「MUGEN RR」をさらにチューニングした「MUGEN RR Experimental Spec」などのコンセプトカーを展示した。
2008年（平成20年）9月5日、マイナーチェンジを実施。ボディカラーは「クリスタルブラックパール」、受注生産色「プレミアムホワイトパール」、「プレミアムディープバイオレットパール」の標準色と受注生産2色が追加され、「ビビッドブルーパール」は廃止された。
2010年（平成22年）4月19日、排出ガス規制への対応が困難になったため生産終了が発表され、同年8月をもって生産終了、同年9月に販売終了となった。

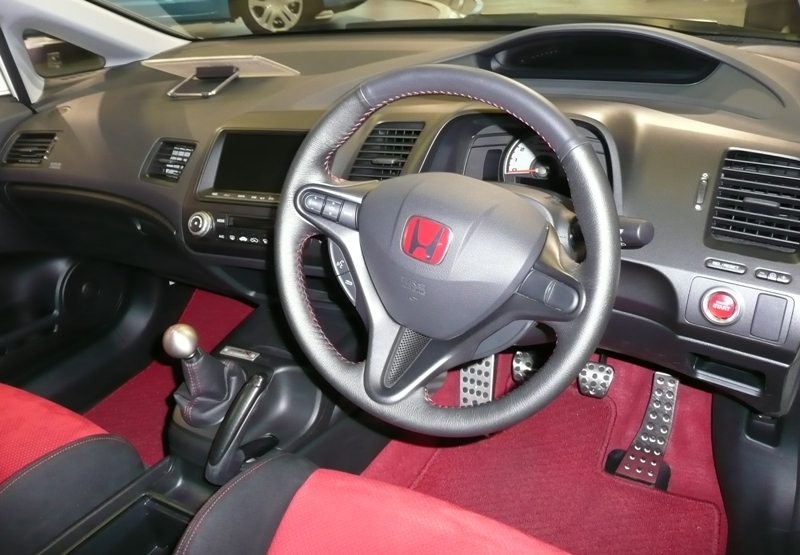
内装
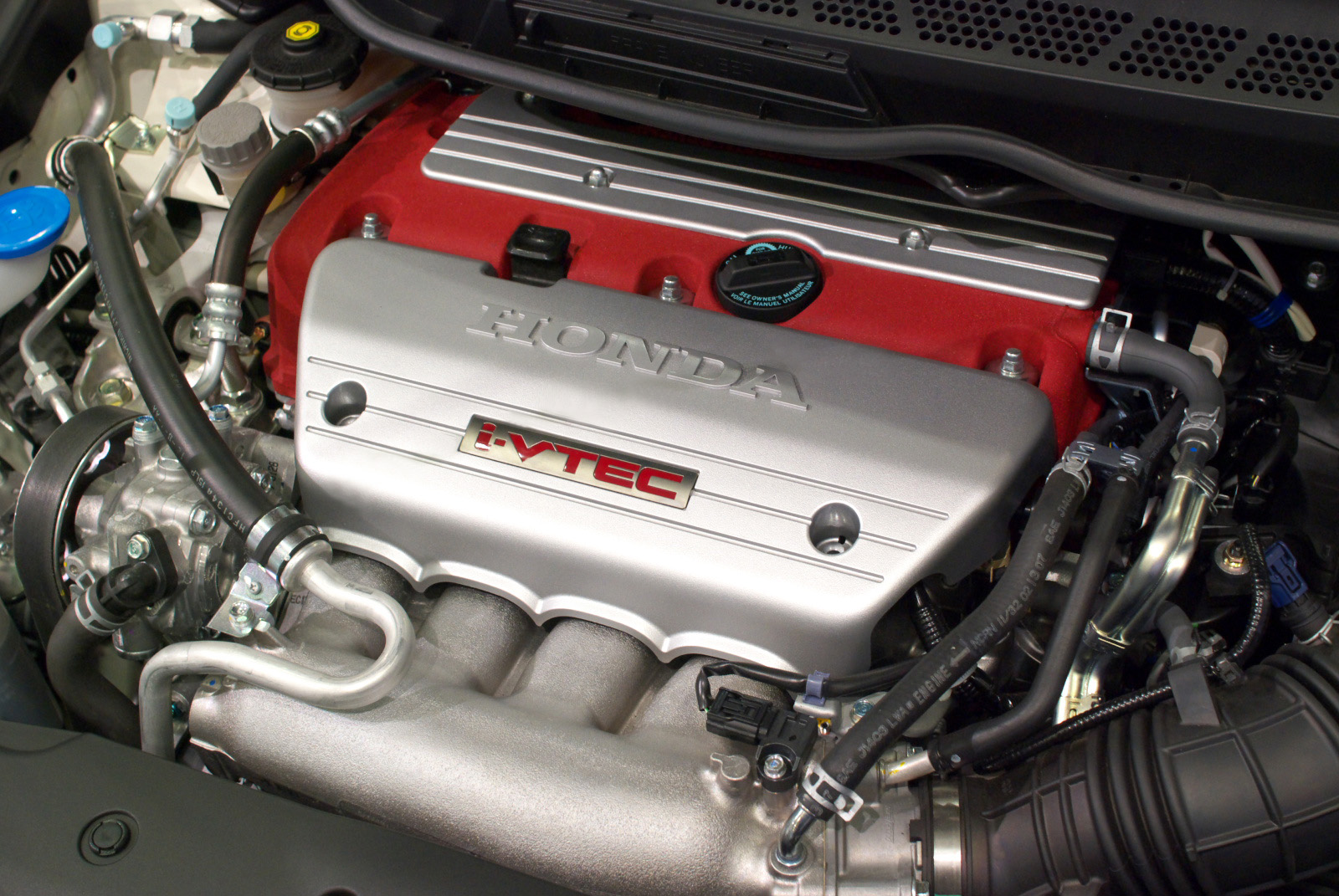
エンジンルーム
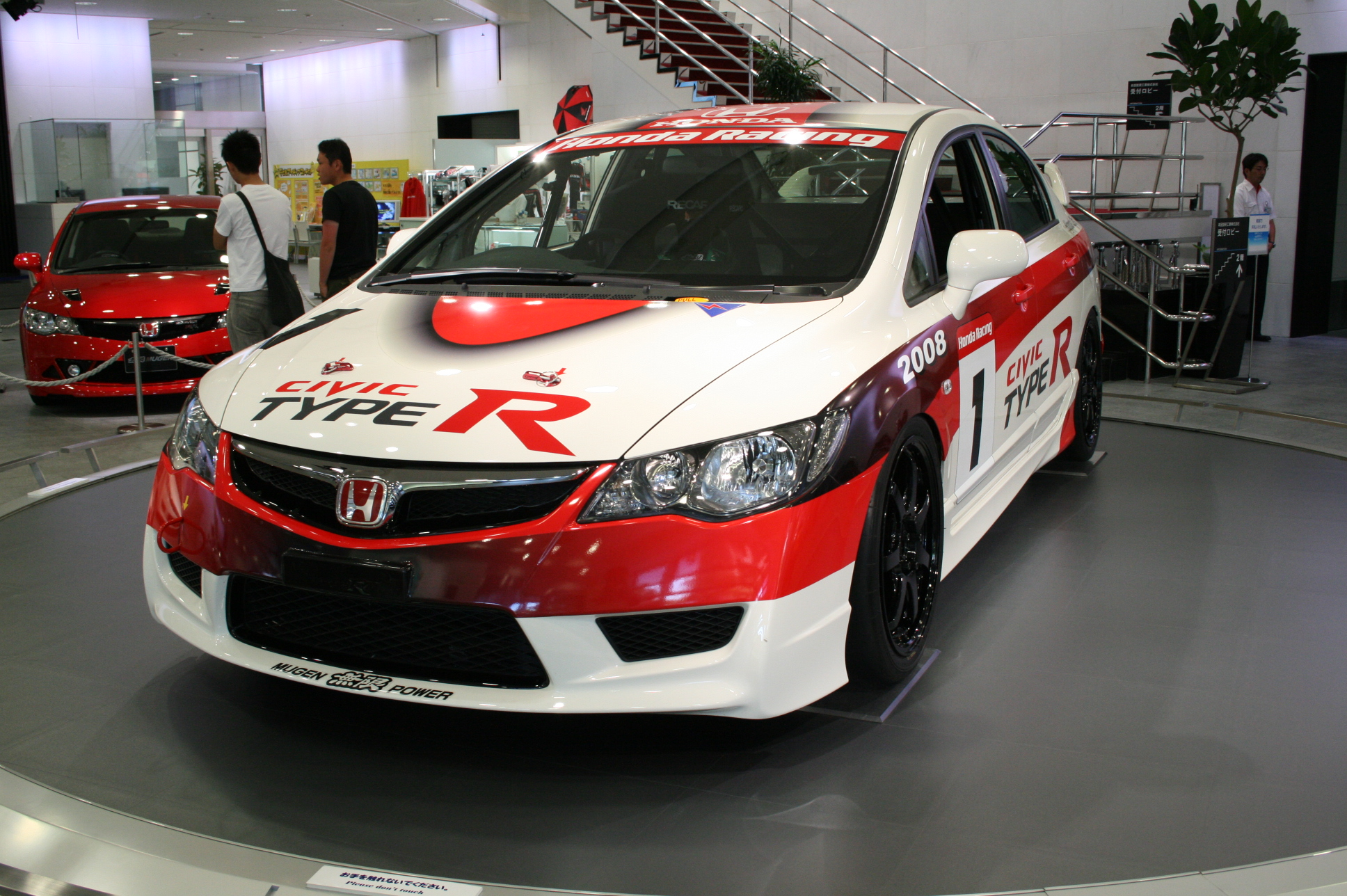
ワンメイクレース仕様車（プロトタイプ）

### シビック MUGEN RR
2007年（平成19年）6月28日、M-TECが「Honda CIVIC MUGEN RR」を発表した。価格は477万7,500円。300台限定で9月13日から販売され、申し込み開始からわずか10分で完売した。
専用カムシャフトをはじめとするエンジンのリファイン、吸排気系の大幅な変更により、最高出力は15 PSアップの240 PSとなっている。また、エンジンフードのアルミ化、フロントバンパーやリアウイングなどをカーボンFRP化することにより、ノーマルタイプRと比較して約15 kgの軽量化が行われた。大型ディフューザーやフロントパネル、可変リアウイングの装備により市販車としては異例のマイナスリフトを実現、専用のブレーキやサスペンションにより非常に高い走行安定性を獲得している。ボディーカラーは「ミラノレッド」のみとなり、内装にも赤が多く取り入れられている。ブリヂストンと共同開発した専用タイヤ｢ポテンザ RE070 RRスペック｣、軽量・高剛性専用鍛造ホイール、専用サスペンションなどの採用によりコーナリングパフォーマンスを高めている。減衰力5段調整式ダンパーにより、パフォーマンス追求のみならず乗り心地など、快適性との両立を図った。
1台ずつ手作業で架装され、シリアルプレートを装着した上で出荷された。

## 3代目（欧州仕様） FN2型（2007 - 2012年）
2006年のジュネーヴモーターショーで、欧州仕様8代目シビックをベースとした3ドアハッチバックのプロトタイプが展示され、2007年に発売開始された。生産はイギリスのホンダ・オブ・ザ・ユー・ケー・マニュファクチュアリングで行われ、日本では輸入車となる。
サスペンションは、フロントがストラット式サスペンション、リアはトーションビーム式サスペンション。搭載されるK20Z型エンジンは、最高出力201 PS/7,800 rpmと日本仕様のFD2型よりも控えめな数値となっているが、日常域での扱いやすさが重視されている。トランスミッションは6速MT、車両重量は1,267 kgである。欧州仕様には「TYPE R」と「TYPE R GT」の2グレードがあり、「TYPE R GT」は運転席・助手席独立した温度調整可能なエアコン、クルーズコントロール、カーテンエアバッグなどを装備する。
2008年（平成20年）11月20日、台数限定ながら翌年春からの日本国内発売が発表されたが、世界的な金融危機の影響によるスウィンドン工場の稼動休止のため、発売が延期された。その後、2009年（平成21年）11月5日に「タイプRユーロ」の名称で、2009年モデルを日本国内で発売した。2,010台限定で、シフトレバー付近にシリアルナンバー入りのプレートが配されている。色別の台数は白1,050台、赤810台、銀150台。
2010年8月10日、欧州の大部分の地域において同年末をもってシビックタイプRの販売を終了すると発表した。EUの新排出ガス規制である「ユーロ5」に適合できないことが理由であるため生産自体は継続され、ユーロ5が適用されない市場で引き続き販売される。
2010年（平成22年）10月28日、日本国内で2010年モデルを1,500台限定で発売した。新たにブラック塗装のフロントダイアゴナルメッシュグリルとダーククロームメッキのフロントグリルフレーム、同じメッキ仕上げのアウタードアハンドルとフューエルリッドを採用し、シリアルプレートを2010年モデル専用に変更した。ボディカラーも追加され、色別の台数は白850台、黒500台、赤150台。
2012年（平成24年）6月、日本国内での販売を終了した。

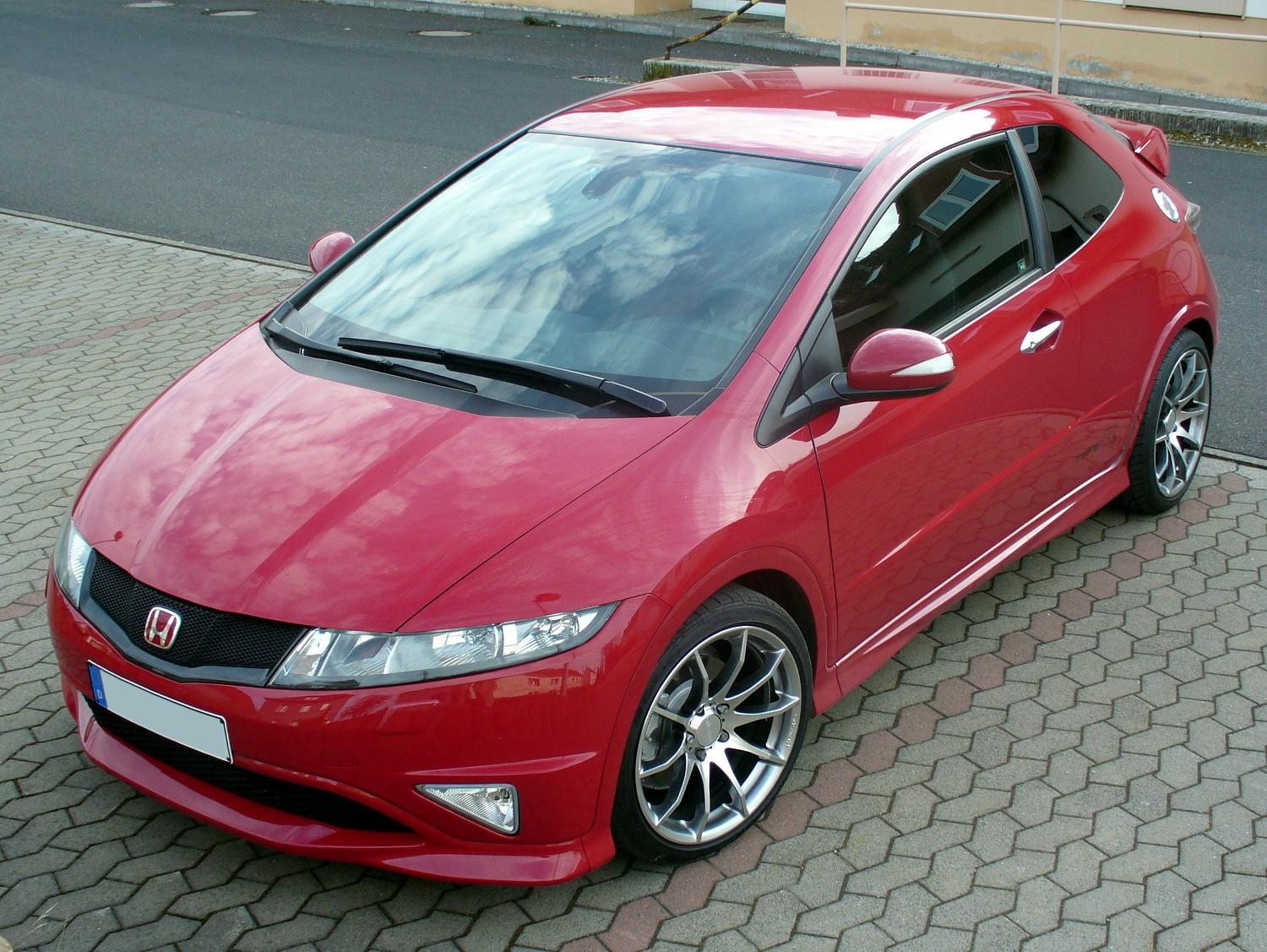
欧州仕様車 フロント
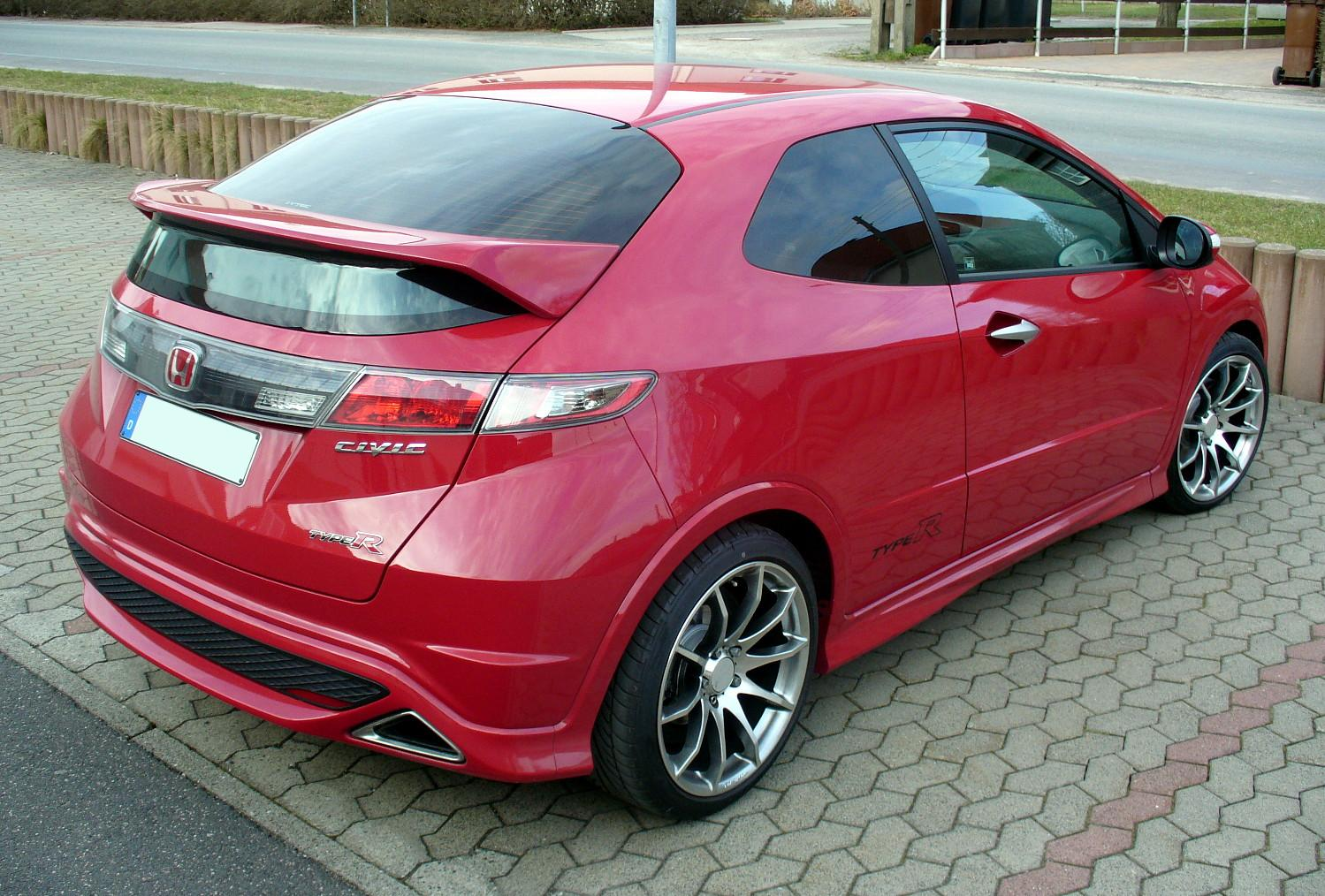
欧州仕様車 リア

## 4代目 FK2型（2015年 - 2016年）
2012年9月、ドイツのニュルブルクリンクにおけるFF車両世界最速を目標に、2015年の市場投入に向けて新型シビックタイプRを開発することが発表された。同年10月から参戦している世界ツーリングカー選手権（WTCC）の技術も転用される。
欧州仕様9代目シビックの5ドアハッチバックをベースに、新開発のK20C型エンジンを搭載する。歴代で初めてのターボチャージャー付きエンジンとなり、最高出力は310PSを発生し、最高速度は270km/hに達するとアナウンスされている。一方でアイドリングストップを搭載するなど、燃費や環境性能にも配慮している。ただし、エンジンがターボ化されたことやタイヤサイズアップなどの影響から、従来型と異なり車重はベース車よりも重くなっている。
2015年3月、ニュルブルクリンク北コースでタイム測定を行い7分50秒63を記録。2014年にルノー・メガーヌRS.275トロフィーRが記録したタイムを4秒ほど上回り、量産FF車におけるニュルブルクリンク北コースの最速タイムを更新した。6月にはル・マン24時間レースの前夜祭（市内パレード）に登場し初の公道走行を披露した。
2015年7月2日にイギリスで出荷が開始された。日本では同年9月30日にホームページ内に関連情報を先行公開し、同年10月28日に公式発表した。750台の限定販売であるが、今回は購入の際、事前にホームページから商談申込をする必要があり、ディーラーでの店頭販売は一切ない（ディーラーでは商談の申し込みもできない）。受付期間は翌10月29日から11月23日までで、期間中に限定台数を上回る商談申込があった場合には抽選となる。なお、発売は同年12月7日となる。また、カタログはデジタルカタログのみで、紙カタログが用意されない。なお750台という数は、ニュルブルクリンクでのラップタイム7分50秒台に由来している。

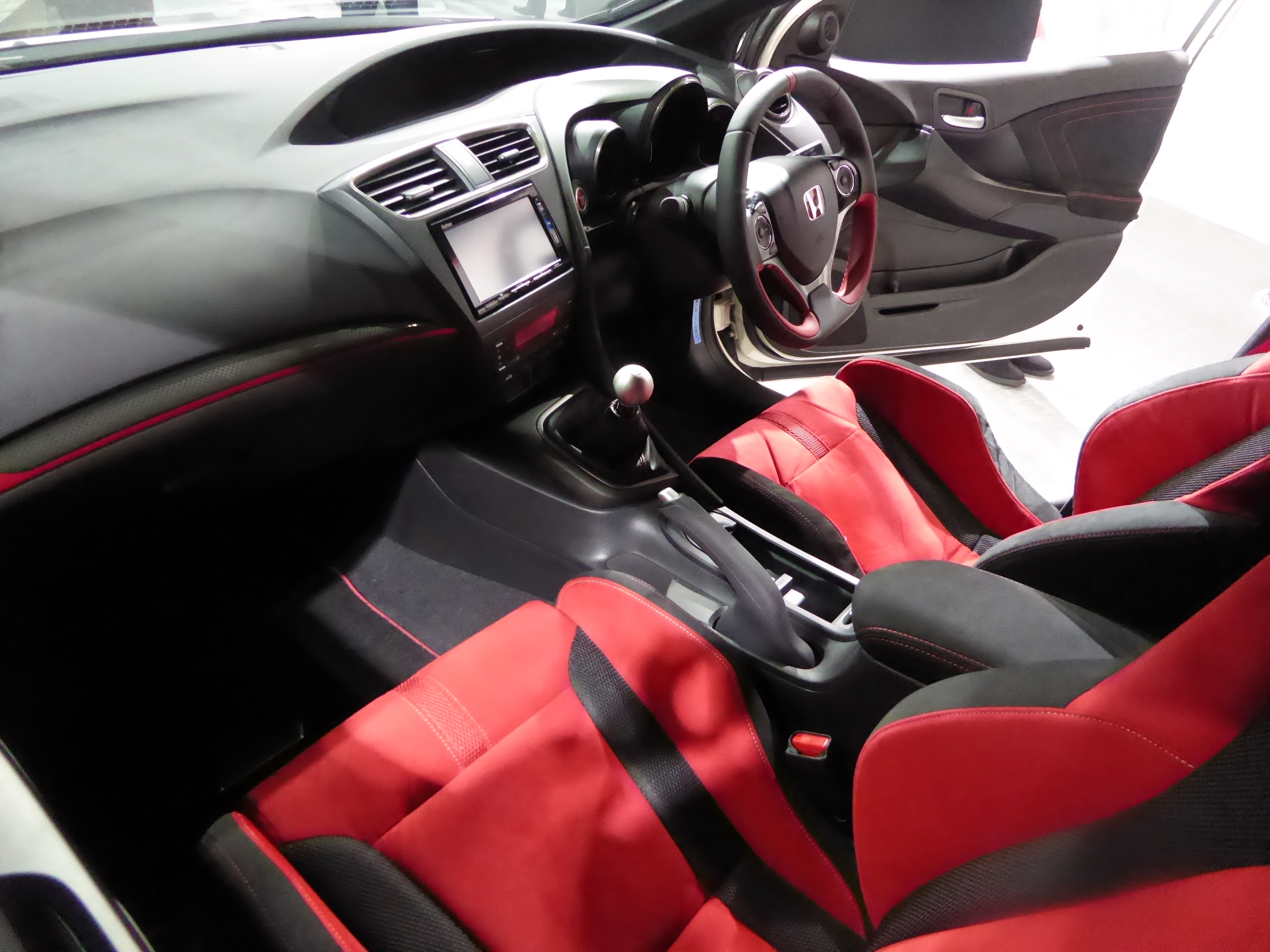
内装
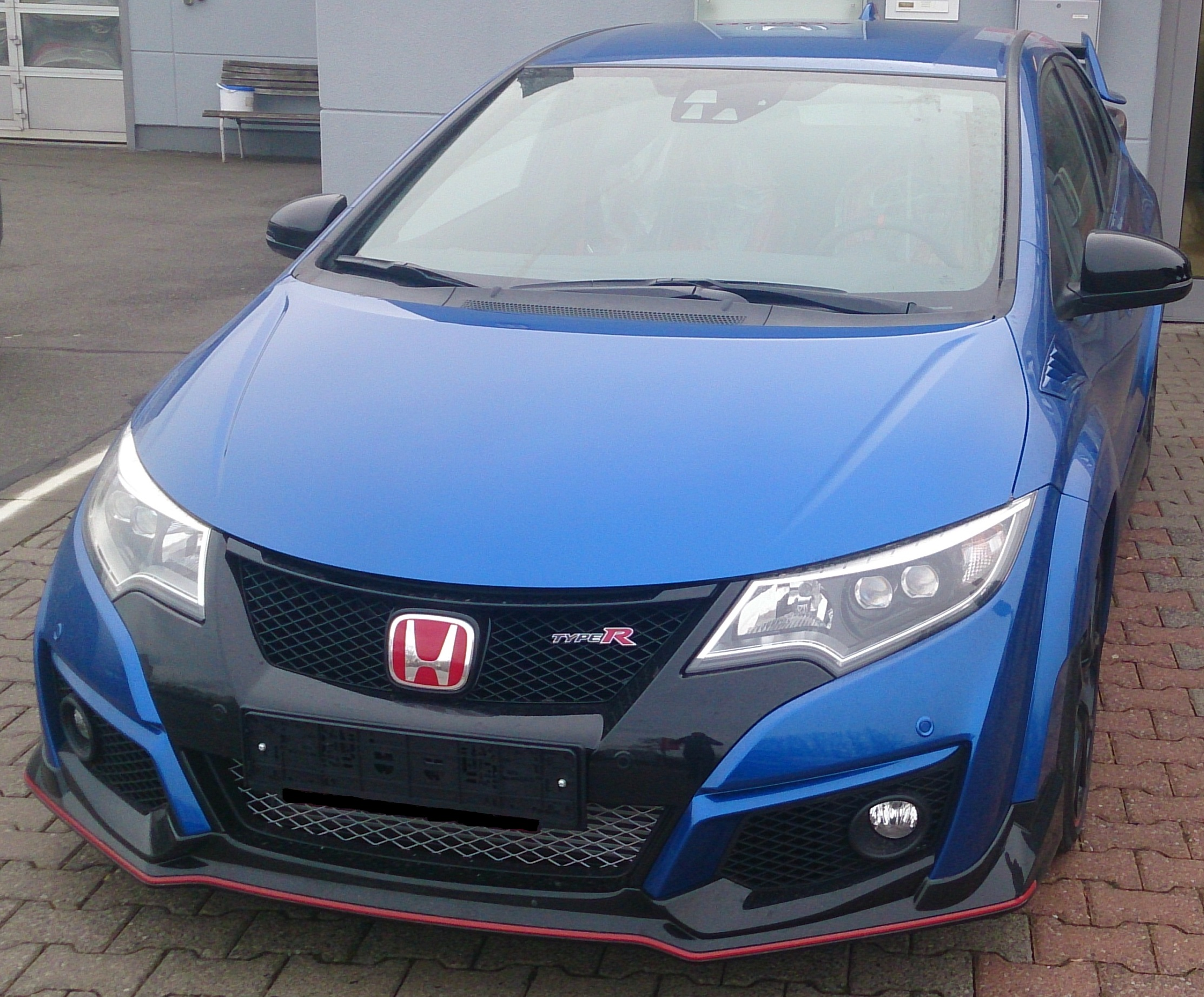
欧州仕様車
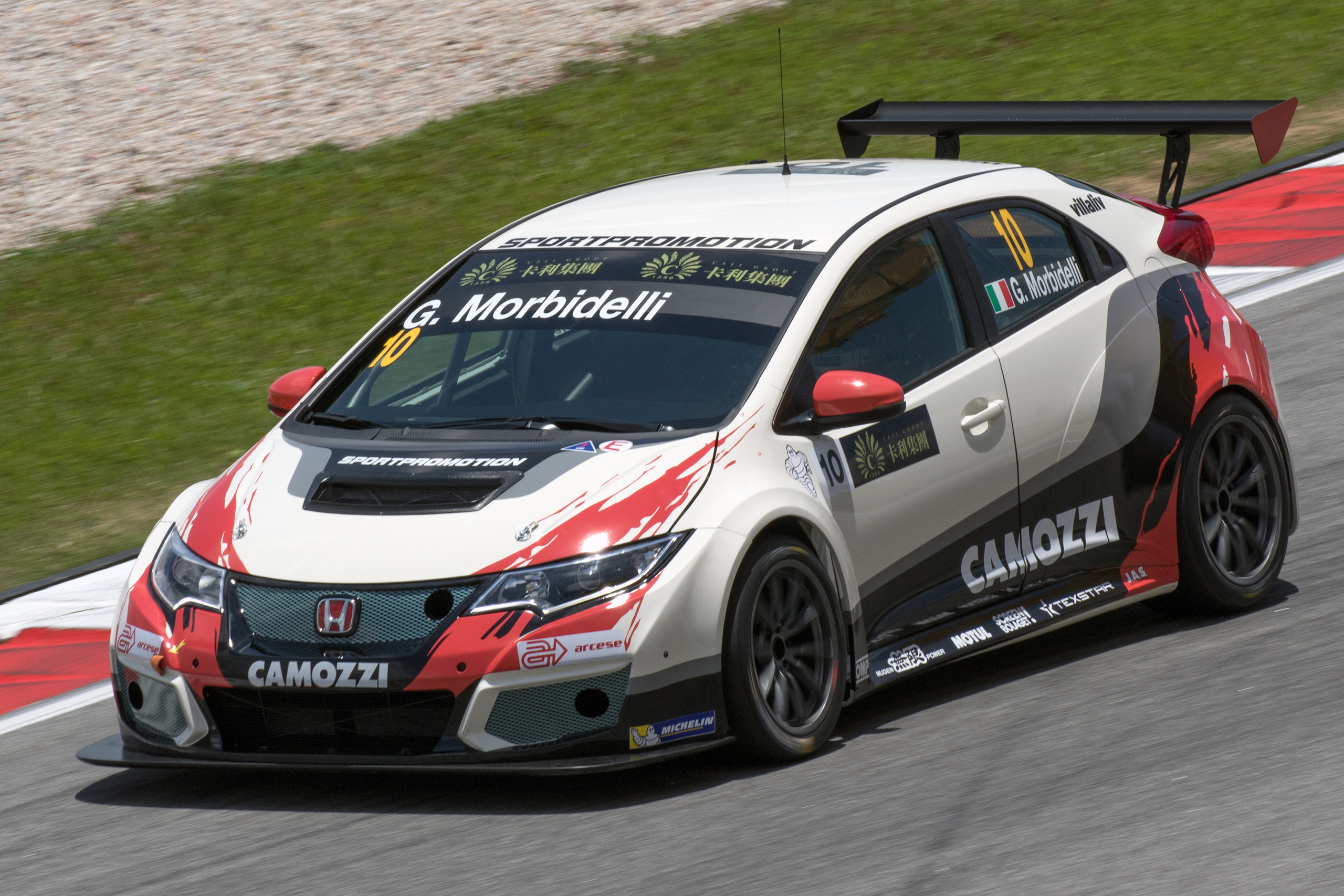
TCR車両

## 5代目 FK8型（2017年 - 2021年）
2017年（平成29年）1月13日から3日間開催された「東京オートサロン2017」において、セダン・ハッチバックと共に、5代目となるタイプRのプロトタイプが日本で初披露された。同年6月23日には、Hondaホームページ上にスペシャルサイト（ティーザーサイト）を公開し、7月下旬に公式発表する予定であることも発表された。
同年7月27日、5ドアハッチバック、および4ドアセダンと共に5代目「TYPE R」の日本での発売を正式発表。発売は9月29日からとなる。日本市場でのシビックシリーズは、8代目の生産が終了した2010年（平成22年）以来7年ぶりの投入となるが、過去に数量限定でイギリスから輸入販売されたことがある「TYPE R」に関しては、FK2型の販売終了（完売）以来、約1年半ぶりの投入となった。EP3型と同様に通年販売となる。また、ベースのシビックが欧州向けと北米向けとの作り分けをやめたことから、シビックTYPE Rとして初めてアメリカでの販売が開始された。
これまでのタイプRは、ノーマル車をベースに「後付け」で性能を強化してきたが、今回は最初の設計段階からノーマル車とタイプRを同時に開発し、ノーマル車の走行性能のレベルアップとタイプRの実用性の拡大を両立させている。シャシはリアサスペンションをマルチリンク式サスペンションに変更したほか、フロントサスペンションにはストラットからナックルを分離した「デュアルアクシス・ストラット・サスペンション」と呼称する新型のストラット式サスペンションを採用した。これにより、独立したナックルの支点をホイール内に収め、ストラット本体とは別の転舵軸（2つのキングピン軸＝デュアルアクシス）を構成することで、転舵軸とホイール中心のずれを大幅に短縮し、強大なトルクステアの発生と、大舵角時の前輪接地面積の減少を抑えることができる 。ただし、ストラット（ナックルを挟むアップライト）とナックルが2つの軸で個別に回転するとタイロッドだけでは制御できないため、アップライトが自由に回転できないようストラットとの間には回り止めがあり、実際の転舵軸はナックル側の1つである。
エンジンはFK2型同様K20C型を搭載しているが、エンジン制御の改良により、最高出力を10 PS（7 kW）向上。6速MTをローレシオ化し、軽量シングルマス・フライホイールを新たに採用。また、ホンダ車で初採用となる減速操作に合わせてエンジン回転数を自動で調整するレブマッチシステムを搭載し、減速時のスロットル操作（ブリッピング）が不要となった。このシステムはオフにすることも可能である。ダンパー・ステアリング・スロットルなどの制御デバイスのセッティングをモードスイッチの操作で瞬時に変更できるドライブモードは、「SPORT」と「+R」に乗り心地重視の「COMFORT」を加えた3モードとなった。
2017年（平成29年）4月、FK2型に引き続きドイツ・ニュルブルクリンク北コースにおいてタイムアタックを敢行。当時FF市販車最速であったフォルクスワーゲン・ゴルフGTIクラブスポーツSの7分47秒19を破る7分43秒80を記録し、FF市販車世界最速の座を奪還した  。
ボディカラーはFK2型からの継続設定となる「チャンピオンシップホワイト」と「クリスタルブラック・パール」の2色に、「ハッチバック」にも設定されている「フレームレッド」（R513）と「ブリリアントスポーティブルー・メタリック」（B593M）の2色を加えた4色展開となった。
2020年（令和2年）6月25日に、新型コロナウイルス感染症拡大に伴う生産活動の影響を受け、夏に予定されていたマイナーチェンジモデルの発売を延期することを発表した。その後、同年7月31日に生産拠点での活動再開を受け、発売時期が10月になることが発表された。
同年10月8日に日本仕様のマイナーチェンジと「Limited Edition」が公式発表された（マイナーチェンジモデルは翌10月9日、「Limited Edition」は11月30日発売）。冷却性能向上の為フロントグリルの開口面積を大きくし、ダウンフォース減少を図るためフロントバンパースポイラーの形状を変更。ブレーキに2ピースフローティングディスクブレーキが採用され、バネ下の重量が低減された。また、アダプティブ・ダンパー・システム制御やサスペンションブッシュ・ポールジョイントなどサスペンションをアップデート。ステアリングの表皮にアルカンターラが採用され、シフトノブをティアドロップ形状に変更した。さらに、安全運転支援システム「Honda SENSING」も装備された。ボディカラーは青系を「ブリリアントスポーティブルー・メタリック」から新色の「レーシングブルー・パール」に入れ替え、同じく新色の「ポリッシュドメタル・メタリック」を追加して5色展開となった。「Limited Edition」は、アルミホイールに専用BBS製20インチ鍛造アルミホイールを採用してさらなるバネ下重量の軽量化が図られ、タイヤを20インチのハイグリップ専用タイヤ（ミシュラン製「パイロットスポーツ Cup2」）に変更。アダプティブ・ダンパー・システムとEPSに専用セッティングが施された。ボディカラーは「サンライトイエローII」のみの設定となる。なお、今回のマイナーチェンジでWLTCモードによる燃料消費率並びに排出ガスに対応し、「平成30年排出ガス基準75%低減レベル（☆☆☆☆☆）」認定を取得した。
シビックの11代目へのフルモデルチェンジに先駆け、2021年（令和3年）7月31日をもって販売を終了した。なお、同年8月5日に日本で11代目シビックが発表された際、「シビックタイプR」が2022年（令和4年）にフルモデルチェンジする予定であることも明らかにされた。

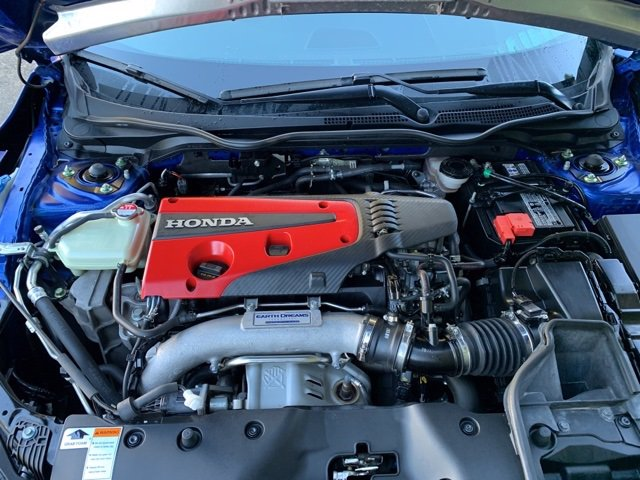
エンジン
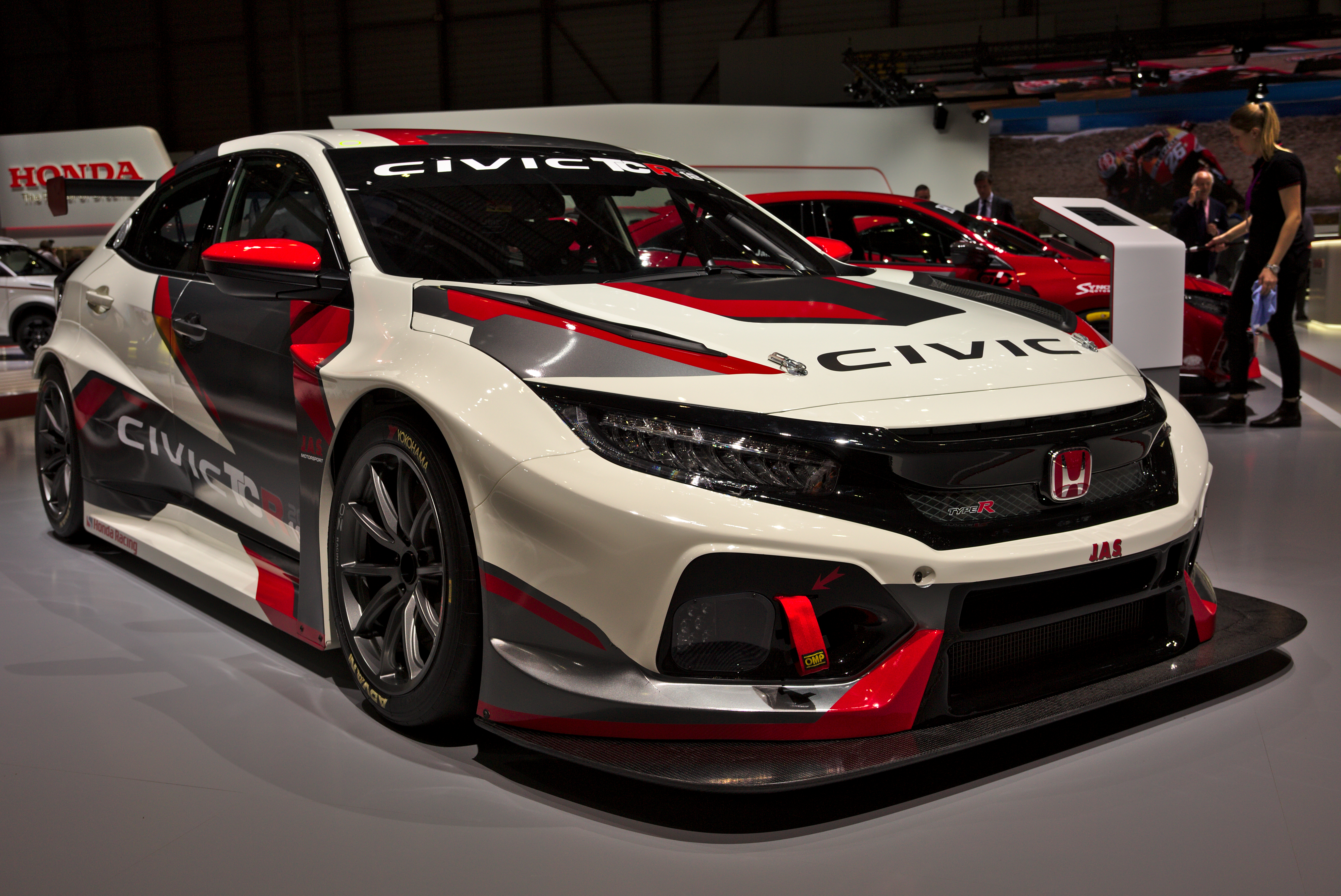
TCR車両
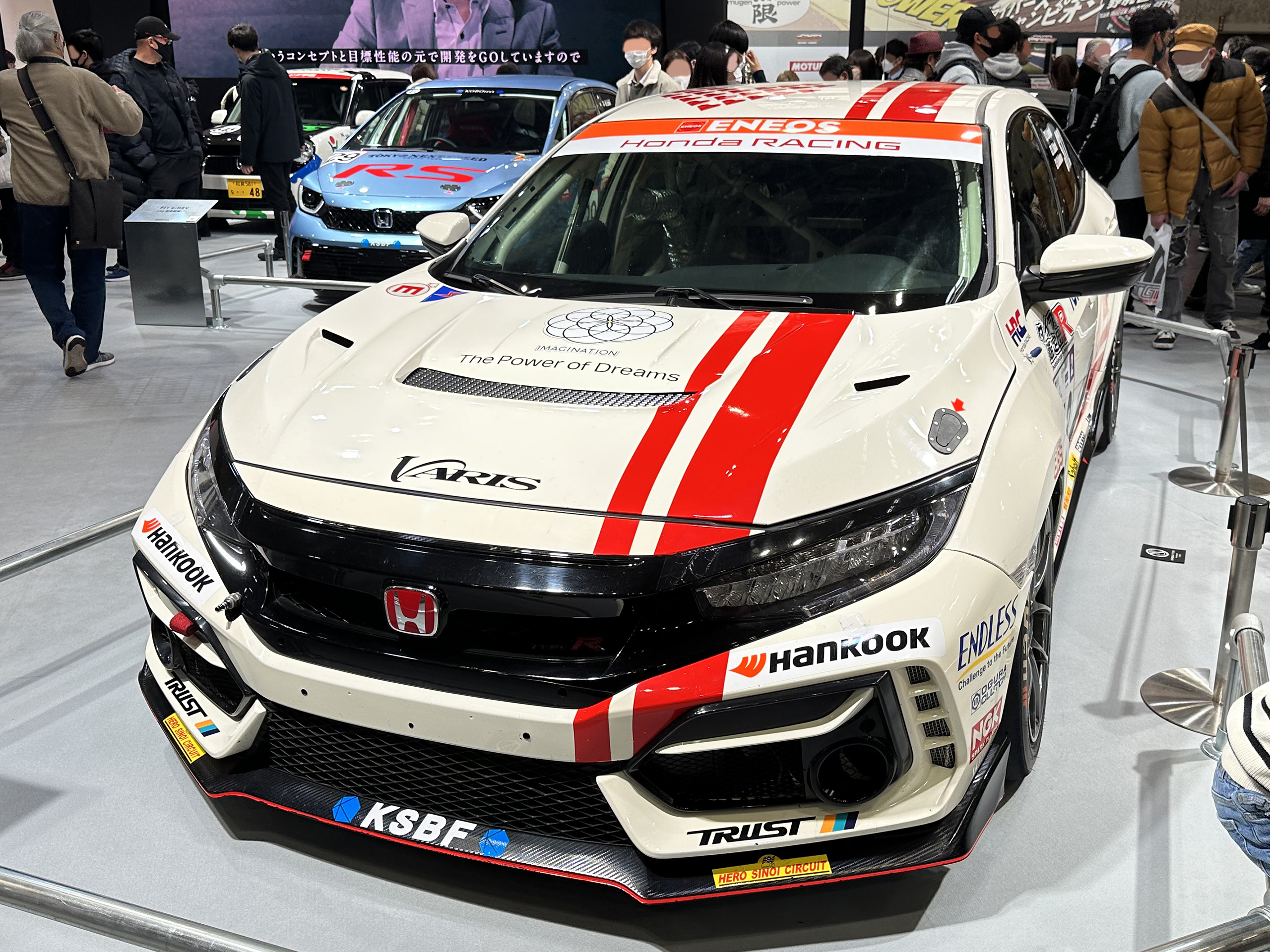
スーパー耐久参戦車両

## 6代目 FL5型（2022年 -）
5代目FK8型の販売終了から1年2か月のブランクを経てフルモデルチェンジされた。生産拠点は埼玉製作所完成車工場となり、3代目FD2型以来となる日本での生産となった。
外観は冷却性能を高めるためフロントグリル開口部を大きくし、後端に張り出し面を設けたサイドシルガーニッシュやアルミダイキャスト製のステーと組み合わせたリアスポイラーを装備。リアフェンダーはボディと一体化された。内装はブラックをベースにシートやフロアカーペットをレッドとした2トーンで、インストルメントパネルには反射を抑えるため偏光ガンメタリック塗装が採用された。
エンジンは引き続きK20C型を搭載するが、ターボチャージャーの刷新などにより、最高出力が8 kW（10 PS）、最大トルクが20 N·m（2.0 kgf･m）それぞれ向上した。タイヤはミシュランとの共同開発による専用品が採用され、ホイールはインナーとアウターのリム形状を反転させ、イン側の歪みを抑えてタイヤ内側の接地圧を安定させる「リバースリム構造」を採用した。
5代目で採用されたレブマッチシステムはクラッチのフライホイールの軽量化に伴うレスポンス向上により、エンジン回転数差が最も大きい2速から1速へのシフトダウンでも適用されるようになった。スポーツモードは5代目の「+R」・「SPORT」・「COMFORT」に加え、11代目シビック「e:HEV」で日本国内初採用された「INDIVIDUAL」を新設。エンジン・ステアリング・サスペンション・エンジンサウンド・レブマッチシステム・メーターを個別設定するカスタマイズが可能で、エンジン再始動後も設定が保持される。
安全運転支援システム「Honda SENSING」は11代目シビック（ハッチバック）に合わせて最新仕様へアップデートされ、フロントカメラが広範囲・高精細で対象物の検知を可能とするフロントワイドビューカメラとなり、前後のソナーセンサーとリアバンパー内側に内蔵されたレーダーを組み合わせたことで、5代目のマイナーチェンジモデル採用された8つ（衝突軽減ブレーキ（CMBS）、歩行者事故低減ステアリング、路外逸脱抑制機能、アダプティブクルーズコントロール（ACC）、車線維持支援システム（LKAS）、先行車発進お知らせ機能、オートハイビーム、標識認識機能）に近距離衝突軽減ブレーキ、ブラインドスポットインフォメーション、パーキングセンサーシステム、後退出庫サポートの4つを加えた12に強化された。
「Honda CONNECT」対応の専用ディスプレーが装備されており、車載ナビ機能に加え、専用データロガー「Honda LogR」をアプリとして搭載。エンジンの水温・油温などの車両に関する情報やステアリング舵角、ブレーキ圧、アクセル開度、ヨーレート（回転方向）など運転操作やそれに伴う車両の状態に関する表示だけでなく、前後左右のG（荷重の大小）、3Dモーション、タイヤの摩耗円をリアルタイムで算出して表示するパフォーマンスモニター機能、一般道向けの「Auto Score」とサーキット走行向けの「Data Log」で構成されたスコアリング機能を備え、スマートフォンにあらかじめインストールした専用アプリとの連携も可能となっている。また「Honda Total Care」への加入と「Honda Total Care プレミアム」を申込むことで、駐車中の車両が異常を感知するとスマートフォンに通知が届き、必要に応じて緊急サポートセンターを通じて警備員を現場に急行させることで、盗難やいたずらに迅速で対処する「Honda ALSOK駆けつけサービス」などを受けることが可能となる。
- 2022年
  - 1月14日 - 東京オートサロン2022にてプロトタイプが公開された[44][45][46]。
  - 7月12日 - ホームページに先行情報を公開したことを発表。秋の発売が予定されており、同年7月21日にワールドプレミアを行うことも発表された[47]。
  - 7月21日 - オンラインで行われたワールドプレミアで世界初公開し、外内装デザインやダイナミクス性能の進化点が公表された[48]。
  - 9月1日 - フルモデルチェンジを正式発表した（9月2日発売）[49]。ボディカラーは5代目（2020年10月マイナーチェンジモデル）からチャンピオンシップホワイト、クリスタルブラック・パール、フレームレッド、レーシングブルー・パールの4色を継承し、新色としてソニックグレー・パール（有料色）が設定された。
  - 10月14日 - イギリスのモーターアワード2022でサンデータイムズのレジェンドカーオブザイヤーを受賞[50]。
  - 10月26日 - ベトナム・モーターショーで東南アジアで初めて発表した[51]。
  - 12月8日 - e:HEVと共に「2022-2023日本カー・オブ・ザ・イヤー」の部門賞である「パフォーマンス・カー・オブ・ザ・イヤー」を国産車で初めて受賞したことを発表した[52]。
  - 12月12日 - 米国ホンダがTCRのプロトタイプを公開した[53]。 IMSAミシュランPilot Challengeの2023年シーズンに参戦予定。
- 2023年
  - 4月20日 - ドイツ・ニュルブルクリンク北コース（ノルドシュライフェ）にて、7分44秒881を記録したと発表した。これは2019年から制定された20.832kmでのノルドシュライフェ公式ルールでのFF車最速タイムとなった[54] [55] [34] [35]。
- 2025年
  - 1月10日 - 「RACING BLACK Package」の追加設定が発表された（1月23日発売）[56]。Honda Type Rシート（フロント・ラックススエード）、ピンストライプ加飾（エアコンアウトレット）、ローレット加飾エアコンコントロールダイヤ、エアコンアウトレットノブがブラックで統一され、ダッシュボードやフロントドアライニングにブラックの「ウルトラスエード」を採用。ワイヤレス充電器と自動防眩ルームミラーも装備される。

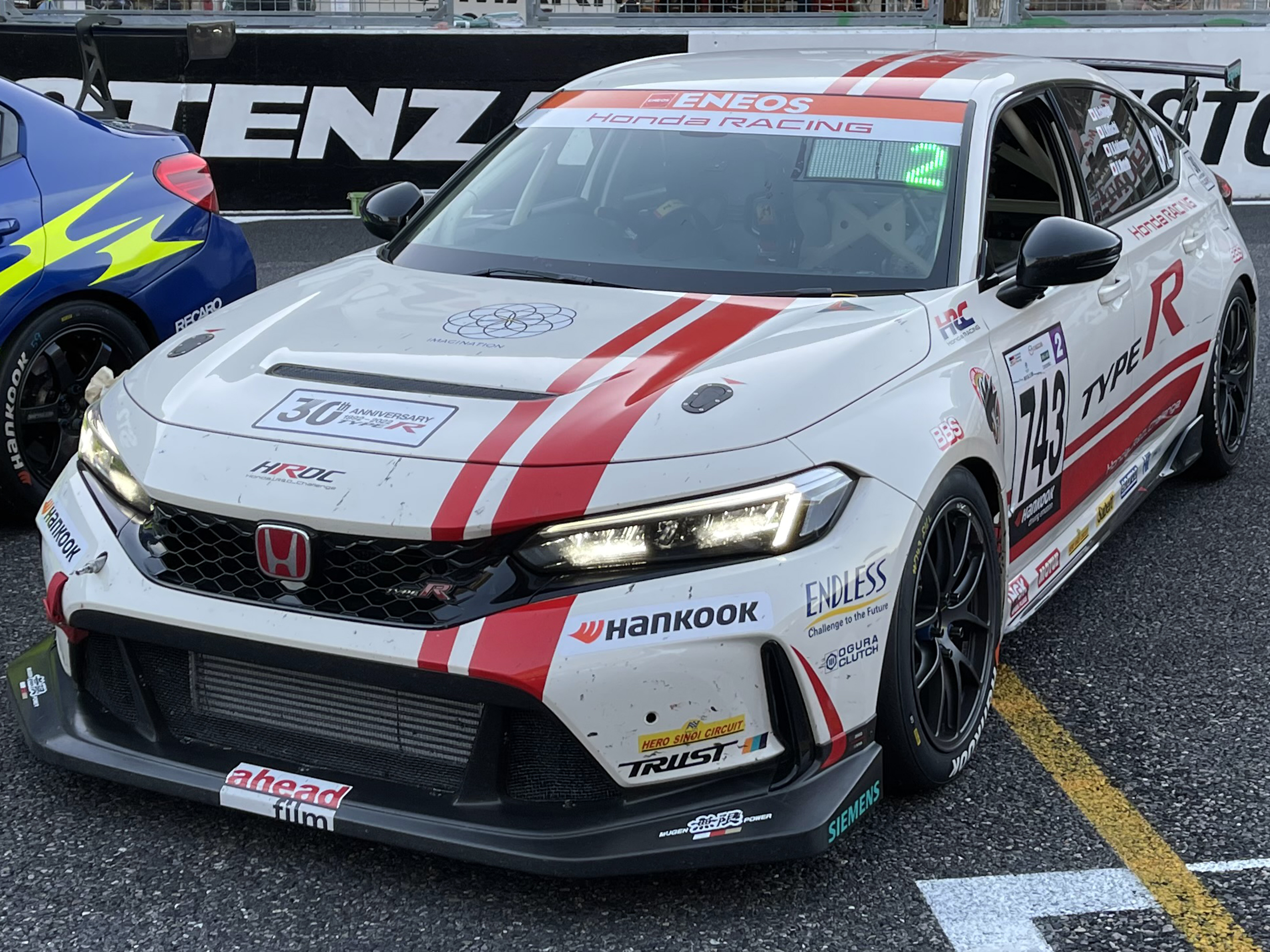
スーパー耐久参戦車両
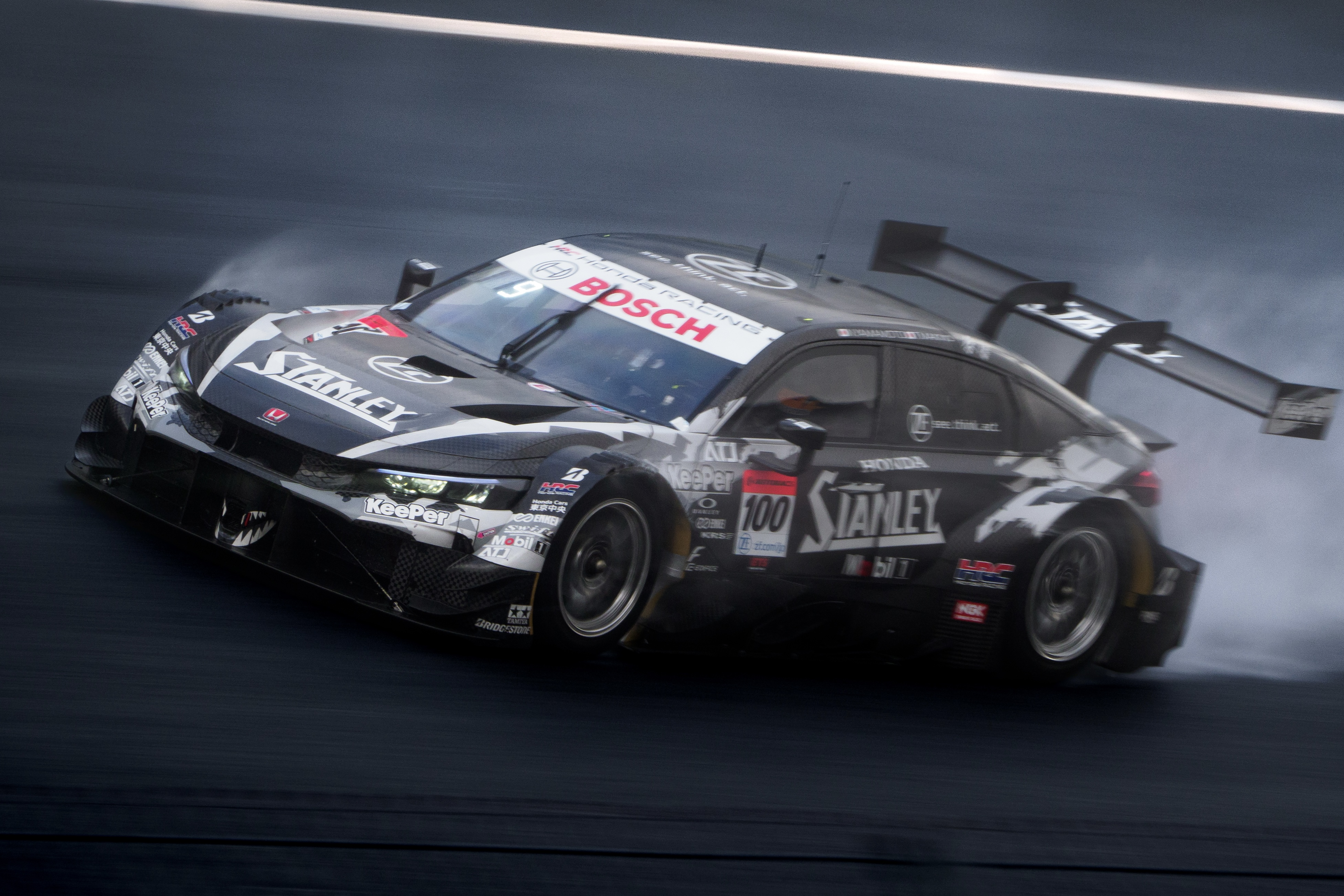
CIVIC TYPE R-GT

## モータースポーツ
タイプRの登場以前、シビックは1985年 - 1993年の全日本ツーリングカー選手権（JTC）でFF車の雄として活躍し、1987年以降は最小排気量クラス（Div.1→クラス3）のマニュファクチャラーズタイトル7連覇を達成した。しかしタイプRの登場以降、ホンダはシビックを用いたワークス活動を日本国内ではほとんど行わなくなったため、そのモータースポーツにおける高い評価は、各地のプライベーターの活躍とスポーツ志向の自動車メディアにより作り上げられたものである。
車格が大きくなるにつれ、シビックはアコードに代わり世界各国でFFのツーリングカーレーサーの代表格としてプライベーターに用いられるようになった。
2002年からはイギリスツーリングカー選手権（BTCC）にも投入され、2020年現在までに4度のドライバーズタイトルを獲得している。
世界ツーリングカー選手権（WTCC）でもプライベーターが多用していたが、2013年からはホンダがFK2型シビックでのワークス参戦を開始。イタリアのJASモータースポーツが開発・オペレーションを担当した。初年度はラーダしかライバルがいなかったこともあって、ホンダがマニュファクチャラーズタイトルを獲得した。その後も2017年のシリーズ終了までTC1規定のシビックで参戦が続けられたが、ドライバーズタイトル獲得には至らなかった。
WTCC終焉と前後して、TCR規定のシビックも登場。開発はWTCC同様JASが担当し、2015年にFK2型ベースのTCR車両が作られたほか、2018年にはFK8型ベースの車両も開発され、同年1月のドバイ24時間レースでデビューした。JASはWTCCの後継シリーズである世界ツーリングカーカップ（WTCR）にもシビックで参戦を継続している。また、2023年にはFL5型ベースの車両も開発している。
日本では2017年よりスーパー耐久・ST-TCRクラスに導入されているほか、2019年 - 2024年にかけて開催された「TCRジャパンシリーズ」にも参戦した。スーパー耐久では、童夢が走らせるシビックタイプR TCRが2017年・2018年のクラスチャンピオンを獲得、2019年もシリーズ2位に入っている。
2024年からはSUPER GT・GT500クラスに、NSX-GTに代わりFL5型シビックタイプR-GTが参戦する。ベース車両とは異なり、規定によりFRレイアウトとなっているほか、いわゆる「クラス1規定」による共通モノコックを使用する義務があるため、実質的には「モノコックに被せるカウルが変わる」形となる。なお、GT500クラスへの4/5ドアセダン車の参戦は初となる。